# Епархия Зомбы
Епархия Зомбы (лат. Dioecesis Zombaënsis) — епархия Римско-Католической церкви с центром в городе Зомба, Малави. Епархия Зомбы входит в митрополию Блантайра.

## История
15 мая 1952 года Римский папа Пий XII издал буллу «Qui divini», которой учредил апостольский викариат Зомбы, выделив его из апостольского викариата Шире (сегодня — архиепархия Блантайра).
29 апреля 1956 года апостольский викариат Зомбы передал часть своей территории для образования апостольского викариата Дедзы (сегодня — епархия Дедзы).
25 апреля 1959 года Римский папа Иоанн XXIII издал буллу «Cum christiana fides», которой преобразовал апостольский викариат Зомбы в епархию.
15 мая 1969 года епархия Зомбы передала часть своей территории для образования апостольской префектуры Форт-Джонстона (сегодня — епархия Мангочи).

## Ординарии епархии
- епископ Lawrence Pullen Hardman, S.M.M.[1] (15.05.1952 — 21.09.1970);
- епископ Matthias A. Chimole (21.09.1970 — 20.12.1979), назначен епископом Лилонгве;
- епископ Allan Chamgwera (12.02.1981 — 17.01.2004);
- епископ Thomas Luke Msusa, S.M.M. (19.12.2003 — 21.11.2013), назначен архиепископом Блантайра;
- епископ George Desmond Tambala, O.C.D. (с 15 октября 2015 года).